# Grup Escolar La Farigola
El Grup Escolar La Farigola és un edifici situat als carrers de Sant Camii de la Farigola del barri de Vallcarca de Barcelona, catalogat com a Bé Cultural d'Interès Local. Actualment acull l'escola pública d'educació infantil i primària La Farigola de Vallcarca.

## Història
El 1900, en aquest indret hi havia l'hostal de la Farigola, on posteriorment s'hi va ubicar una escola de monges. L'any 1913, l'antiga escola va ser clausurada per no reunir suficients condicions d'higiene i seguretat, i cap al 1917, l'arquitecte Josep Goday va començar a projectar una nova escola per a nenes i parvulari. El nom inicial era Escola Graduada de Nenes de Vallcarca, i el 1922 es va anomenar Grup Escolar la Farigola de Vallcarca, esseent la seva directora Maria Baldó, i s'inaugurà un any després, el 28 de març del 1923. Deu anys més tard es va celebrar el desè aniversari i s'inaugurà la cantina.
El 1935, Goday va tancar una de les porxades per a augmentar la capacitat de les aules. L'any 1939, amb l'arribada del franquisme l'escola canvià a José Beltrán y Güell, després de 43 anys, l'any 1982, recuperà el seu nom. En fer-se obligatòria l'escolarització fins als 14 anys i haver d'encabir més alumnat, l'escola es va ampliar al curs 1977-1978.

## Descripció
Es tracta d'un edifici escolar separat del carrer pel pati escolar. S'hi accedeix des del carrer de Sant Camil, mitjançant un porxo que dona tant a l'edifici com al pati de l'escola. Consta de soterrani, planta baixa, primer pis i golfes. S'organitza com un conjunt de volums units i superposats, essent dos d'ells porxades obertes, i ocupa una superfície de 870,73 m², dels quals 329,65 corresponien a l'edifici, i 514,08 a zona d'esbarjo; atès que l'escola estava pensada per a nenes i pàrvuls, l'espai de jocs prenia molta presència.
A banda i banda del volum gairebé cúbic de la construcció, situà galeries porxades que donaven lloc a dues terrasses. La façana té una composició asimètrica d'obertures en eixos verticals. Les obertures al sud són de proporció quadrada i de grans dimensions, pròpies dels aularis escolars. Les obertures en les altres orientacions són més reduïdes i de proporcions verticals. Les façanes dels porxos oberts estan formades per arcades de mig punt, suportades per pilars amb capitells classicistes. Per damunt de les arcades es presenten les baranes sòlides dels terrats que formen la coberta. El perímetre del coronament es soluciona amb un ampit d'obra amb balustres i motllurat clàssic. La cornisa és de perfil clàssic amb dentell. Rematen l'ampit uns gerros que emfatitzen les cantonades.
Artísticament cal ressaltar els esgrafiats que ocupen totes les façanes amb motius geomètrics dissenyats per l'artista Francesc Canyellas. que es subordinen a la composició de la façana creant una unitat formal amb les obertures i els arcs. Els elements visuals més destacat són els gerros ceràmics amb elements florals de proporció molt estilitzada. L'edifici es considera noucentista per l'estil de les decoracions i l'equilibri que aconsegueix entre ornament i composició de façanes amb pocs materials. L'edifici es considera noucentista per l'estil de les decoracions i l'equilibri que aconsegueix entre ornament i composició de façanes amb pocs materials: destaquen els amplis i alts finestrals de les aules i tot el parament és revestit en estuc de dos colors. El conjunt pren certa influència de vil·la italiana i del barroc, en sintonia amb l'estètica del Noucentisme.